# 4458 Oizumi
4458 Oizumi eller 1990 BY är en asteroid i huvudbältet som upptäcktes den 21 januari 1990 av de japanska astronomerna Yoshio Kushida och Osamu Muramatsu vid Yatsugatake-Kobuchizawa-observatoriet. Den är uppkallad efter den japanska byn Ōizumi.
Asteroiden har en diameter på ungefär 11 kilometer.